# جوزيبي ميرلين
جوزيبي ميرلين (بالإيطالية: Giuseppe Merlin)‏ (20 نوفمبر 1891 – 7 مايو 1967) هو ملاكم إيطالي راحل، مثّل بلاده في الألعاب الأولمبية الصيفية 1924.

## روابط خارجية
جوزيبي ميرلين على موقع أوليمبيديا (الإنجليزية)